# ملیندا کلارک
ملیندا کلارک (انگلیسی: Melinda Clarke؛ زادهٔ ۲۴ آوریل ۱۹۶۹) یک هنرپیشه اهل ایالات متحده آمریکا است. وی از سال ۱۹۸۹ میلادی تاکنون مشغول فعالیت بوده‌است از سری فیلم‌های او می‌توان بازی در سریال نیکیتا و خاطرات یک خون‌آشام اشاره کرد.
او در فیلم آبشارهای مالهالند بازی کرده‌است.